# Georgius de Hungaria
Georgius de Hungaria (Romos, 1422 - Rome, 3 juli  1502) was een dominicaanse monnik uit de streek Zevenbergen (nu Transsylvanië). Hij is ook bekend als Captivus Septemcastrensis (de Zevenbergse Gevangene), naar de twintig jaar die hij in Ottomaanse slavernij doorbracht. Hij schreef zijn lotgevallen neer in een boek.

## Levensloop
Georgius' ouders waren Saksen die zich in het stadje Romos hadden gevestigd, waar hij waarschijnlijk geboren is. In 1437 ging hij studeren in de kloosterschool van de Predikheren te Mühlbach. Dit was een ongelukkige keuze, want het volgende jaar werd deze stad ingenomen door de troepen van sultan Murat II. Georgius werd als slaaf verkocht aan de handelaren die het leger vergezelden. Ze verscheepten hem over de Donau naar Adrianopel.
In de eerste vijf jaar van zijn slavenbestaan ondernam hij acht vluchtpogingen, doch telkens opnieuw werd hij gevat. Daarna diende hij vijftien jaar onder dezelfde meester, waarschijnlijk in Bursa. Hij werd vrijgelaten in 1458 en trad alsnog toe tot de Dominicanerorde. Hij leefde in een klooster op Chios, maar misschien dateerde zijn toetreding nog van voordien in Pera. Nog vijftien jaar later was hij in Rome aan te treffen. Hij stond er Turken bij en fungeerde ook als tolk. Hij stelde zijn wedervaren als slaaf te boek (1480). 
In 1502 overleed hij en werd hij begraven in de Santa Maria sopra Minerva, naast Fra Angelico.

## Tractatus de moribus, condictionibus et nequicia Turcorum

### Inhoud
Zijn Latijnse boek uit 1480 is tegelijk een theologische refutatie van de islam, een apocalyptische profetie, een captivity tale en een etnografische studie. Het was ingedeeld als volgt:
1. Prohemium
2. Prologus
3. 23 hoofdstukken
4. Ratio Testimonialis
5. Duo Sermones in vulgari Turchorum (twee uit het Turks vertaalde gedichten)
6. Interpretatio Sermonum Predictorum in Latino
7. Opinio Abbatis Joachim de Secta Mechometi

Hoewel niet gespeend van enig predikantenpathos, is het een nuttige bron van informatie over de Ottomaanse slavenhandel. Hij schreef over de dagmarsen, waarbij slaven via de hals soms met tien aan elkaar waren geketend, en de devşirme (bloedbelasting). Zijn beschrijving van de keuring op de slavenmarkten, met naakte oefeningen en soms betasten van geslachtsdelen in het openbaar, was wellicht enigszins overdreven. Ze stemt niet overeen met andere westerse beschrijvingen, zoals deze van Bertrandon de La Broquière. Als zulke praktijken al voorkwamen, was het eerder in kleine vertrekken achterin. 
In zijn tekst stelt hij ook dat sommige christenslaven de islam uit nieuwsgierigheid bestudeerden en er zodanig door gefascineerd raakten dat ze - zoals hij in bedekte termen toegeeft over zichzelf - in de verleiding kwamen zich te bekeren. Mogelijk heeft hij dit zelfs effectief gedaan, aangezien er aanwijzingen zijn dat hij zich aansloot bij een broederschap van rondtrekkende derwisjen.
Het geschrift was de opmaat voor een vloed aan werken over het "Turkse gevaar" (de zogenaamde Turcica).

### Eigentijdse edities
Gregorius publiceerde zijn Latijnse boek anoniem in Rome (1480). De titel laat zich vertalen als Traktaat over de zeden, levensstandaard en arglistigheid der Turken. Tot 1550 volgden er nog een elftal heruitgaven in die taal, onder licht variërende titels. De nog steeds onbekende auteur werd aangeduid als Captivus Septemcastrensis of Monachus Septemcastrensis. Hij werd ook wel verward met Georgius Bartholomaeus, die een gelijkaardig verhaal schreef. Zijn identificatie berust op een passage bij een medebroeder, Bernardus de Lutzemburgo.
In 1530-31 volgen een zestal Duitse edities, waaronder één verzorgd en ingeleid door Maarten Luther (Nürnberg, 1530). Sebastian Franck maakte een vertaling, Cronica der Turckey, waarin hij zijn eigen zienswijze substitueerde voor die van Georgius. In 1560 en 1596 verscheen het werk nogmaals in het Duits.

### Moderne edities
- De eerste moderne heruitgave was in Hongarije (1976): Kimondhatatlan nyomorúság. Értekezés a törökök szokásairól, viszonyairól és gonoszságáról: ISBN 963070742X;
- In 1994 verscheen een kritische editie van Reinhard Klockow, met Duitse annotaties: ISBN 9783412001933;
- Een Franse editie met voor- en nawoord volgde in 2003: ISBN 291477706X.